# Шатинов, Шатра Пепишевич
Шатра Пепишевич Шатинов (5 сентября 1938 — 11 ноября 2009) — алтайский поэт, драматург. Народный писатель Республики Алтай. Член Союза писателей Российской Федерации.

## Биография
Родился 5 сентября 1938 года в урочище Улегем (близ села Хабаровка) Онгудайского района Ойротской автономной области Алтайского края (ныне Республика Алтай) в учительской семье. Обучаясь в областной национальной школе, увлёкся литературой.
В 1957 году поступил в Горно-Алтайский государственный педагогический институт, затем — в Литературный институт имени А. М. Горького.
Работал редактором в Горно-Алтайском отделении Алтайского книжного издательства, литературным сотрудником в областных газетах «Алтайдыҥ Чолмоны» и «Звезда Алтая».

## Творчество
Шатра Шатинов — автор поэтических и прозаических сборников, книг: «Родная земля» (1963), «Кун келди» («День настал», 1966), «Амыргы» (1969), «Эрjине» (1971) и др.
На сцене республиканского национального театра были поставлены впервые переведённые им на алтайский язык пьесы по произведениям: М. Карима («В ночь лунного затмения»), одноактные пьесы А. Чехова, У. Шекспира («Отелло», «Гамлет»), Б. Шоу («Пигмалион»), К. Гольдони («Трактирщица») и др.
Кроме того, Шатра Шатинов перевёл на алтайский язык произведения А. Пушкина, М. Лермонтова, Н. Гоголя, Ф. Достоевского, Н. Островского. Т. Шевченко и других.

## Награды и премии
- Народный писатель Республики Алтай (2007)
- Заслуженный работник культуры Республики Алтай
- Лауреат государственной премии имени Г. И. Чорос-Гуркина (2009)[1]